# 雪崩信標

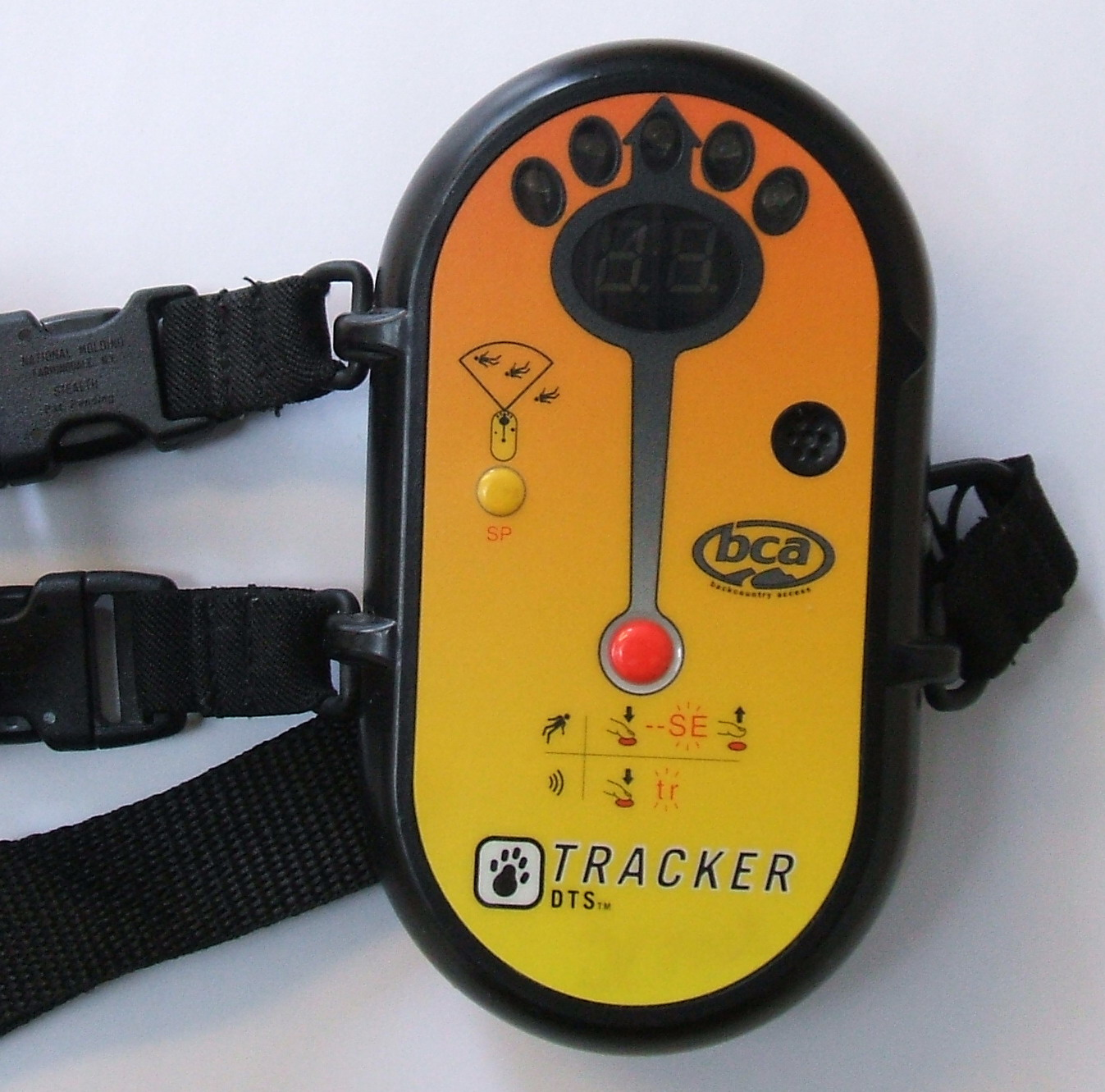
BCA公司的舊式Tracker DTS雪崩信标，頂部有五個標示方向的箭頭，下方使用LED七劃管標示距離

雪崩信标（英語：Avalanche Beacon）或雪崩收发器（英語：Avalanche Transceiver），是一种雪崩救援装置。此類裝置是利用无线电测向原理，以更快地定位雪崩后被埋在雪下被困者的小型应急无线电收发器。
雪崩信标可以發送低功率脉冲无线电信号，也可以接收被掩埋者信标发射的信号，它们被滑雪者广泛携带，特别是野外滑雪者，亦有一些滑雪場强制要求入场者携带。
早期的雪崩信标以2.275kHz传输。1986年，国际高山救援委员会（IKAR）采用了457kHz的标准，随后许多公司生产符合该标准的收发器，隧其成为国际公认的标准。

## 历史
1968年，博士在纽约州水牛城的康奈尔航空实验室发明了第一个有效的雪崩信标，第一批设备于1971年以品牌名称（来自北欧神话中的絲卡蒂）出售。该装置的工作频率为2.275kHz，搜索时可将无线电信号强弱转换为人耳可听到的简单音调（类似无线电测向仪）。搜救人员可以通过追踪声音音调来定位被困者的收发器。
1986年，国际高山救援委员会（IKAR）采用了457kHz的频率，1996年，美國材料和試驗協會（ASTM）亦采用了此标准。
截至2007年，以下是在457kHz频率上运行的雪崩信标国际之公认标准。
- 工作频率457kHz，频率容差±80Hz
- 在+10℃下能发送200小时以上（假设在防护服内）
- 在−10℃下能接收1小时以上（假设为手持）
- 工作温度范围在−20℃至+45℃
- 脉冲週期在1000±300毫秒之间

## 使用方法
在滑雪前，滑雪者先将雪崩信标設为“发送”模式，此时雪崩信标會充當发送器發送頻率为457kHz的低功率脉冲无线电信号。当发生雪崩，而携带雪崩信标的人员被掩埋时，救援人员可以用“搜索”模式的雪崩信标作爲接收器，接收被掩埋者信标发射的信号。搜索模式的雪崩信标會顯示距离及用箭头標示方向，助救援人員快速定位和抵達被困者。

## W-Link
一些高端雪崩信标还配备了称为W-Link的辅助补充频率。该频率向能够接收W-Link信号的其他雪崩信标广播更多信息。
W-Link宣传其功能包括：
- 能够更好地区分各个雪崩信标来解决多种复杂的救援情况
- 更可靠地估计被困者数量
- 更可靠、更快速地标记/抑制雪崩信标的信号（用于有多人被困时）
- 更有效的救援，因为最近的被困者可能已经死亡
- 能够传输和接收附加数据，包括佩戴者的生命徵象或身份信息

### 频率和技术信息
W-Link的使用频率因地而异，分爲A、B兩區。目前，A区的频率为869.8MHz，B区的频率为916-926MHz。A区由大多数欧盟国家、瑞典、挪威、格陵兰、冰岛和该地区的其他国家组成，B区由加拿大、美国、新西兰和澳大利亚组成。W-Link频率不允许在俄罗斯、中国、印度、日本以及亚洲和东欧等其他国家/地区使用。用户在前往这些国家/地区时可以禁用其个人信标上的W-Link功能，但在B区和A区之间切换可能需要联系授权零售商。

### W-Link的争议
由于W-Link作为一个能广播更多信息的辅助补充功能，它不可避免的引来了关于救援时利益冲突的争议。即救援人员可能会借由收到的额外信息分辨被困者，并由于个人利益或其他原因导致救援人员在一人比较近的情况下选择优先去救其他人。